# セメレ (ヘンデル)

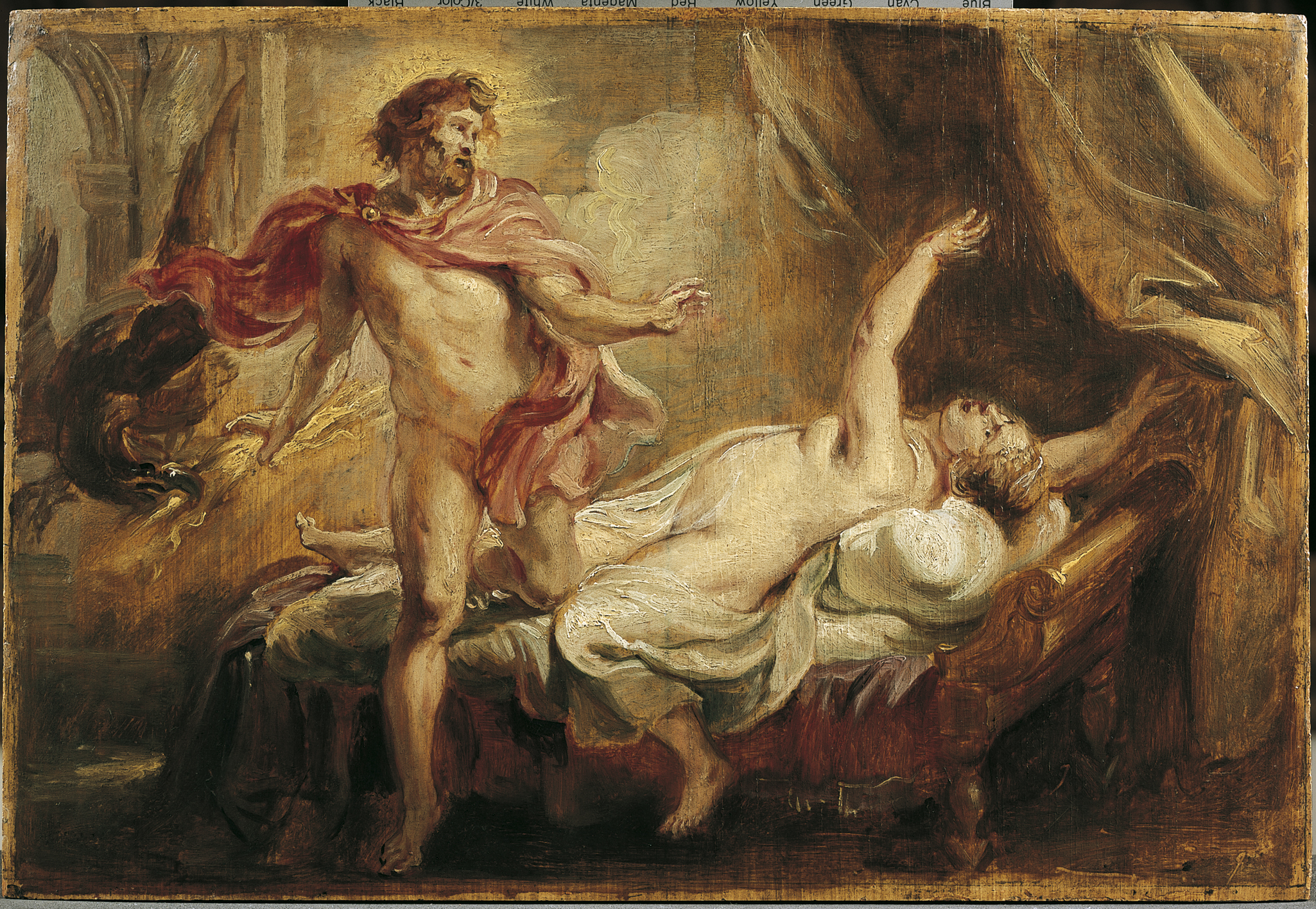
セメレの死（ルーベンス画）

『セメレ』（Semele）HWV 58は、ゲオルク・フリードリヒ・ヘンデルが1743年に作曲した音楽劇。演技や舞台美術を伴わないオラトリオ形式で初演されたが、それまでのヘンデルのオラトリオのように聖書から題材を取っているわけではなく、オウィディウス『変身物語』のセメレーの話をもとにした世俗的作品である。現代ではオペラ形式で上演されることも多い。

## 概要
台本はもともとウィリアム・コングリーヴが1706年ごろ英語のオペラ用に書いたもので、ジョン・エックルズによって作曲されたが、上演はされなかった。ヘンデルは、おそらくニューバラ・ハミルトンの協力を得て、オラトリオ形式で上演するためにレチタティーヴォを減らし、合唱を加えるために加筆するなど台本に大幅に手を入れた。
1743年5月はじめにヘンデルは病気で作曲ができない状態にあったが、回復後の6月3日から7月4日までかけて作曲した。作曲中にデッティンゲンの戦いでジョージ2世が勝利し、ヘンデルはその後『デッティンゲン・テ・デウム』と『デッティンゲン・アンセム』を作曲・上演している。
『セメレ』は翌1744年2月10日にコヴェント・ガーデンで初演された。1744年のシーズン中に4回上演されたが、前年の『サムソン』の人気にはまったく及ばなかった。次のシーズンにはかなりの修正を加えた上で別の歌手によって2回再演された。その後ヘンデルの生前に再演されることはなかったが、いくつかのアリアは評判が高く、独立して演奏された。
アリアは各登場人物の性格を反映し、劇的効果が大きい。
『セメレ』は長い間忘れられた作品だったが、1878年にケンブリッジ大学音楽協会が復活上演した。1925年にやはりケンブリッジで、オペラ形式で復活上演された。

## 登場人物

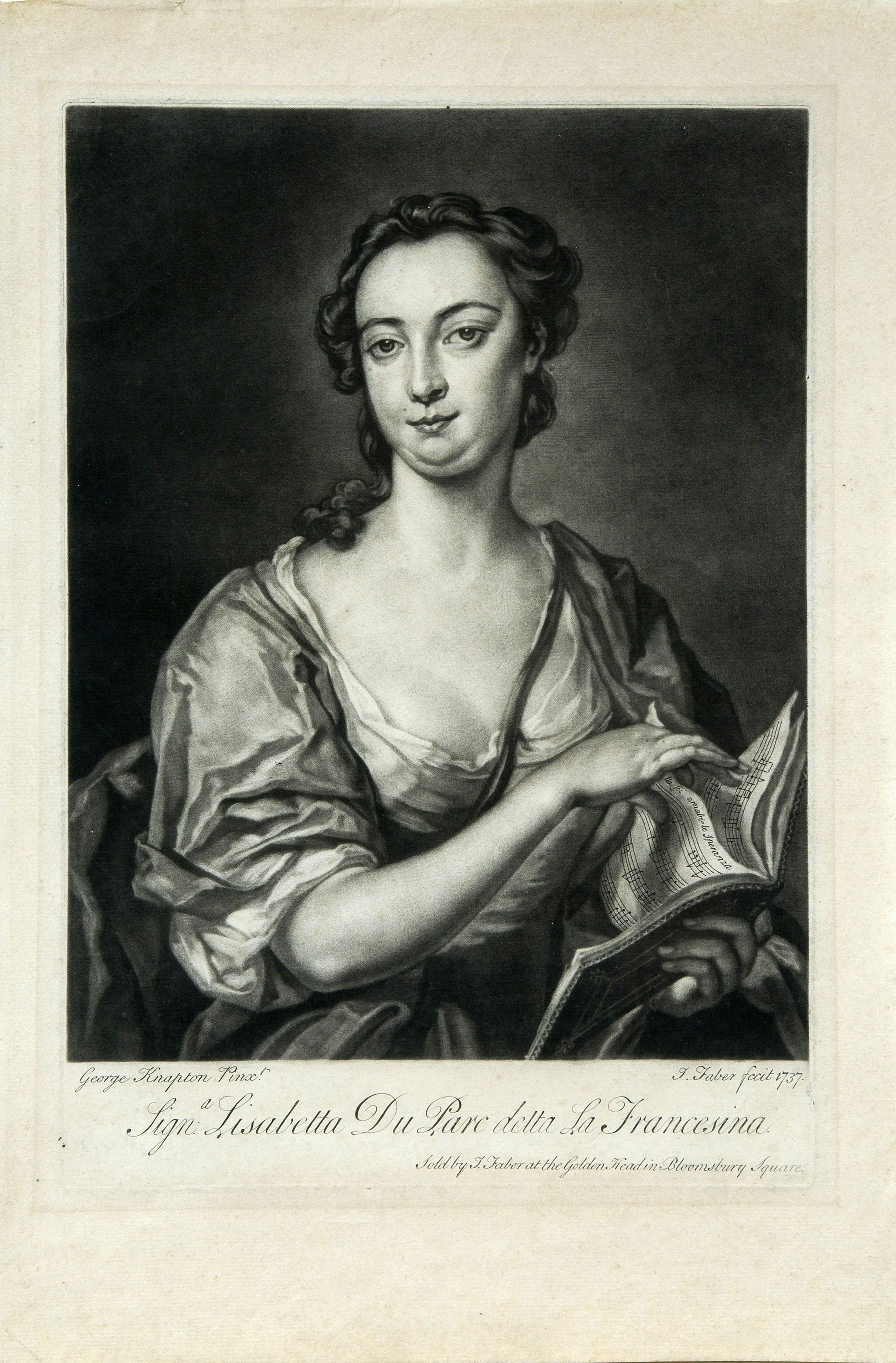
「フランチェジーナ」と呼ばれたエリザベト・デュパルク

初演ではエリザベト・デュパルクが主役のセメレを、ジョン・ビアードがユピテルとアポロを、エスター・ヤングがユノとイノを、クリスティーナ・マリア・アヴォーリオがイリスを、カウンターテナー歌手のダニエル・サリヴァンがアタマスを、ヘンリー・ラインホールドがカドモス・神官・ソムヌスを歌った。
- カドモス：バス - テーバイ王。
- セメレ：ソプラノ - カドモスの娘。
- イノ：メゾソプラノ - セメレの姉妹。
- アタマス：アルト - ボイオティアの王子。セメレの婚約者。
- 神官：アルト
- ユピテル：テノール - 主神。
- ユノ：メゾソプラノ - 結婚の女神。ユピテルの妻。
- アポロ：テノール
- イリス：ソプラノ - 虹の女神。
- ソムヌス：バス - 眠りの神。

なお、元のコングリーヴの台本には愛の神（ソプラノ）が登場するが、ヘンデル版では割愛されている。

## あらすじ

### 第1幕
フランス風序曲とガヴォットの後、女神ユノの神殿で人々はセメレとアタマスの結婚の祭儀をとり行う。父カドモスやアタマスはセメレに結婚を促すが、セメレはユピテル神を愛しているためにためらう。一方、セメレの姉妹のイノはアタマスをひそかに愛していたため、アタマスの結婚に感情を爆発させる。カドモス、アタマス、セメレは困惑し、イノを加えて四重唱「Why dost thou thus untimely grieve」を歌う。
激しい雷鳴とともにユピテル神が地上に降りてきたために神官たちはあわてふためき(Avert these omens)、祭儀は中止になる。消沈するアタマスにイリスは愛を語る。
カドモスはセメレが鷲にさらわれたとアタマスに告げる。神官と占い師は鷲がユピテル神であることを告げ、カドモスを祝福する。セメレと合唱による喜びの歌(Endless pleasure)で終わる。

### 第2幕
イリスはユノに、ユピテルがキタイロン山中にセメレのための家を作ったことを教える。ユノは大いに怒ってセメレを滅ぼすことを誓う。
セメレは夢からさめて寂しさを歌う(O sleep)。人間の姿で現れたユピテルに対し、セメレは死すべき人間が不死の神を愛することの悩みを告げる。ユピテルはセメレをなだめるためにイノを連れてくる。イノとセメレの二重唱および天上の合唱で幕を閉じる。

### 第3幕
チェロとファゴットによる前奏につづき、ユノとイリスは眠りの神ソムヌスのもとにやってくる。眠りたがるソムヌスに対し、ユノはパシテアをだしにして言うことをきかせ、ユピテルに情欲的な夢を見せ、またセメレの家を守る猛獣たちを眠らせる。
セメレは夢によっても癒されない悩みを歌う(My racking thoughts)。そこにイノに化けたユノが現れ、女神の姿をしたセメレを鏡に映してみせ、セメレを高慢にさせる(Myself I shall adore)。ユノはセメレに、ユピテルの本来の姿を見れば永遠の命が得られると教える。
夢に悩まされたユピテルがセメレを求めてやってくるが、セメレは拒絶する。ユピテルはセメレの頼みを何でもきくとステュクスの水とオリンポス山に誓う。セメレはユピテルに人間の姿から本来の姿に戻ってみせるように要求する。しかし本来の姿を現すと炎によってセメレが焼き殺されてしまうことを知るユピテルは嘆く。復讐がなったことに喜ぶユノのアリアが続く。セメレは後悔しつつ焼け死ぬ。
イノは地上に戻ってセメレの運命を伝え、アタマスと結婚する。アポロが出現し、セメレの灰の中からフェニックスのように神が現れて、すべての悲しみを止めるであろうと言う。神官たちの合唱がバッカス神の誕生をたたえて劇が終わる。